# Union County (Indiana)
Union County is een county in de Amerikaanse staat Indiana.
De county heeft een landoppervlakte van 418 km² en telt 7.349 inwoners (volkstelling 2000). De hoofdplaats is Liberty.